# Rhizophydium bullatum
Rhizophydium bullatum är en svampart som beskrevs av Sparrow 1952. Rhizophydium bullatum ingår i släktet Rhizophydium och familjen Rhizophydiaceae.   Inga underarter finns listade i Catalogue of Life.